# HATS-6 b
HATS-6 b — экзопланета (газовый гигант) обращающаяся вокруг звезды HATS 6 в созвездии Рыбы. Является единственным подтверждённым планетным объектом в этой системе. Находится на расстоянии примерно 157 парсека от Солнца.
Материнская звезда HATS 6 спектрального класса M1 V имеет массу 0,574 M☉, радиус — 0,574 R☉.
Масса планеты составляет 0,32 MJ (101 M⊕), радиус — 0,998 RJ.